# La sfida viene da Bangkok
La sfida viene da Bangkok è un film del 1964 diretto da Gianfranco Parolini.

## Trama
Alcuni ragazzi cercano di localizzare la miniera segreta di diamanti di un malvagio nascosta in qualche luogo della Thailandia.